# Svetišče sv. Frančiška Paolskega
Regionalno svetišče sv. Frančiška Paolskega se dviga 178 metrov nad morsko gladino v zgornjem in hribovitem delu mesta Paola, rojstnega kraja svetega Frančiška paolskega, v dolini, obrobljeni s potokom in bogati z rastlinjem. Je romarski cilj iz vse južne Italije, predvsem iz Kalabrije, katere zavetnik je sveti Frančišek. V njej je shranjen del svetnikovih posmrtnih ostankov (preostanek je v Toursu v Franciji).
Oktobra 1921 je papež Benedikt XV. svetišče povzdignil v manjšo baziliko.
Leta 2000 so ob jubileju odprli za bogoslužje novo liturgično dvorano, ki jo je zasnoval Sandro Benedetti.
Kalabrijska škofovska konferenca je 3. marca 2020 povzdignila baziliko San Francesco da Paola v regionalno svetišče, da bi obeležila 500. obletnico svetnikove kanonizacije.

## Svetišče

### Starodavna bazilika
Starodavna bazilika v poznorenesančnem slogu, ki sega v 16. stoletje, je sestavljena iz velike, precej prazne glavne ladje in ene stranske ladje na desni, vzdolž katere so štiri majhne kapele, ki kulminira v razkošni baročni kapeli, v kateri je nekaj relikvij svetega Frančiška, ki so prispele do Paole, vključno z nekaterimi njegovimi oblačili, delci kosti in zobom.
V križnem hodniku svetišča, ki je na zunanji strani zaprt z okni, je svetnikov rožni vrt, ki danes predstavlja velik vrt, po notranjih stenah pa so freske, ki prikazujejo glavne dogodke svetnikovega življenja, med katerimi so mnoge povezane z legendami. Ob njej je samostan (iz leta 1436): niz ozkih podzemnih prostorov, ki so predstavljali prvo jedro samostana za svetnika in njegove brate. Med križnim hodnikom in starodavno baziliko stoji zvonik templja.

## Via dei Miracoli
Desno od vhoda v starodavno baziliko je lok, od katerega se začne Via dei Miracoli in se razteza ob strani bazilike. Takoj spredaj je možen dostop do peči, v kateri je sveti Frančišek Paolski žgal opeko za gradnjo svetišča in v katero so delavci vrgli kosti njegovega dragega jagenjčka Martinella, ki ga je obudil. Ob Via dei Miracoli naletite na bombo iz časa druge svetovne vojne, ki so jo avgusta 1943 Anglo-Američani odvrgli v potok in čudežno ni eksplodirala, nato pa v Fonte della cucchiarella, iz katere romarji običajno pijejo. Če nadaljujete, lahko prečkate reko s prečkanjem sugestivnega Hudičevega mostu (na katerem lahko vidite, kaj je po legendi odtis, ki ga je pustil hudič), ki vodi do Jame pokore, v kateri je svetnik preživel pet let popolne izolacije. Nato sledite poti, ki poteka ob potoku, kjer se je umil in kaznoval sveti Frančišek Paolski, ko je spočel nečiste misli, in ki končno pripelje do puščavnice.

### Nova bazilika
Pred svetiščem je velik trg, ob robu katerega stoji glavna fasada templja.
Ob vstopu v svetišče skozi glavni vhod vstopite v dva začetna polodprta prostora. V prvem je ohranjenih več nagrobnikov, datiranih med 16. in 20. stoletjem, ki spominjajo na različne obletnice in dogodke v zvezi s svetiščem, drugi pa je pravi pronaos starodavne bazilike.

### Ikonografski aparat
V novi baziliki je približno 20 m2 velika freska, tri oljna platna velikosti približno 200 × 250 cm in platno 440 × 214 cm, 4 trikotni rebrasti oboki 4 × 3 m in oltarna slika 250 × 150 cm, vsa dela neomanierističnega slikarja Bruna d'Arcevie, ki jih je ustvaril v obdobju 1997-1998.

### Orgle
Orgle z računalniško elektronskim prenosom preko radia, novega svetišča S. Francesca v Paoli, je zgradilo podjetje Mascioni leta 2004. Zvočni material je vstavljen v veliko dvignjeno nišo z razstavo v več poljih, ki se nahaja v desnem delu dvorane. Orgle je oblikoval Franco Nicora in so razdeljene na 44 registrov za skupno približno 2900 cevi; konzola, samostojen kos pohištva, ima 3 klaviature in pedala.